# 일신역 (양평)
일신역(Ilsin station, 日新驛)은 경기도 양평군 지평면 일신리에 위치한 중앙선의 철도역이다.
구 역사는 국가등록문화재로 지정되어 있으며, 구내에는 한국철도공사 1000호대 전동차 1065호와 1165호가 직원 교육장 용도로 유치되어 있다. 원래 위치했던 일신2리의 구둔마을의 이름을 따서 구둔역으로 명명되었으나, 복선화에 따라 일신1리의 노곡마을 근처로 옮겨가 구둔마을에서 벗어남에 따라 소재지 행정구역인 일신리의 이름을 딴 일신역으로 개칭되었다. 구 역사는 2016년 12월 카페, 만들기 체험 등이 개방되었으며 대합실도 열려있다. 이로써 양평의 관광지중 하나가 되었다.

## 역사
- 1940년 4월 1일 : 양평군 지제면 일신리 1336-9번지에서 구둔역으로 영업 개시(등급 : 보통역)
- 1968년 10월 22일 : CTC개통
- 1991년 1월 1일 : 소화물 취급 중지
- 1994년 1월 11일 : 화물 취급 중지
- 1996년 1월 1일 : 승차권 차내취급역으로 지정
- 2006년 12월 4일 : 구둔역사 등록문화재 296호로 지정
- 2012년 8월 16일 : 역사이전 및 기존 역사 폐역
- 2012년 9월 25일 : 중앙선 용문-서원주간 복선전철 개통
- 2013년 11월 20일 : 일신역으로 역명 변경[2]
- 2020년 3월 2일 : 누리로 운행 개시
- 2022년 11월 5일 : ITX-새마을 정차 개시

## 역 구조
2면 4선식 쌍섬식 승강장으로 운영되며, 무궁화호가 정차하는 저상홈으로 설계되었다.

### 승강장
| ↑석불           |
| ４３ \| ２１ \| |
| 매곡↓           |

| 1·2 | ITX-새마을 무궁화호 | 중앙선 | 사용하지 않음       |
| 1·2 | ITX-새마을 무궁화호 | 중앙선 | 원주·제천·안동 방면 |
| 3·4 | ITX-새마을 무궁화호 | 중앙선 | 양평·청량리 방면    |
| 3·4 | ITX-새마을 무궁화호 | 중앙선 | 사용하지 않음       |

## 역 주변
주변에는 구 구둔역이 있으며 중앙선 폐선로와 한국철도공사 소속 1065, 1165객차가 전시되어있다.

## 인접한 역
| 중앙선           | 중앙선            | 중앙선         |
| ---------------- | ----------------- | -------------- |
| 석불 청량리 방면 | ITX-새마을 중앙선 | 매곡 안동 방면 |
| 석불 청량리 방면 | 무궁화 태백선     | 매곡 동해 방면 |

## 사진

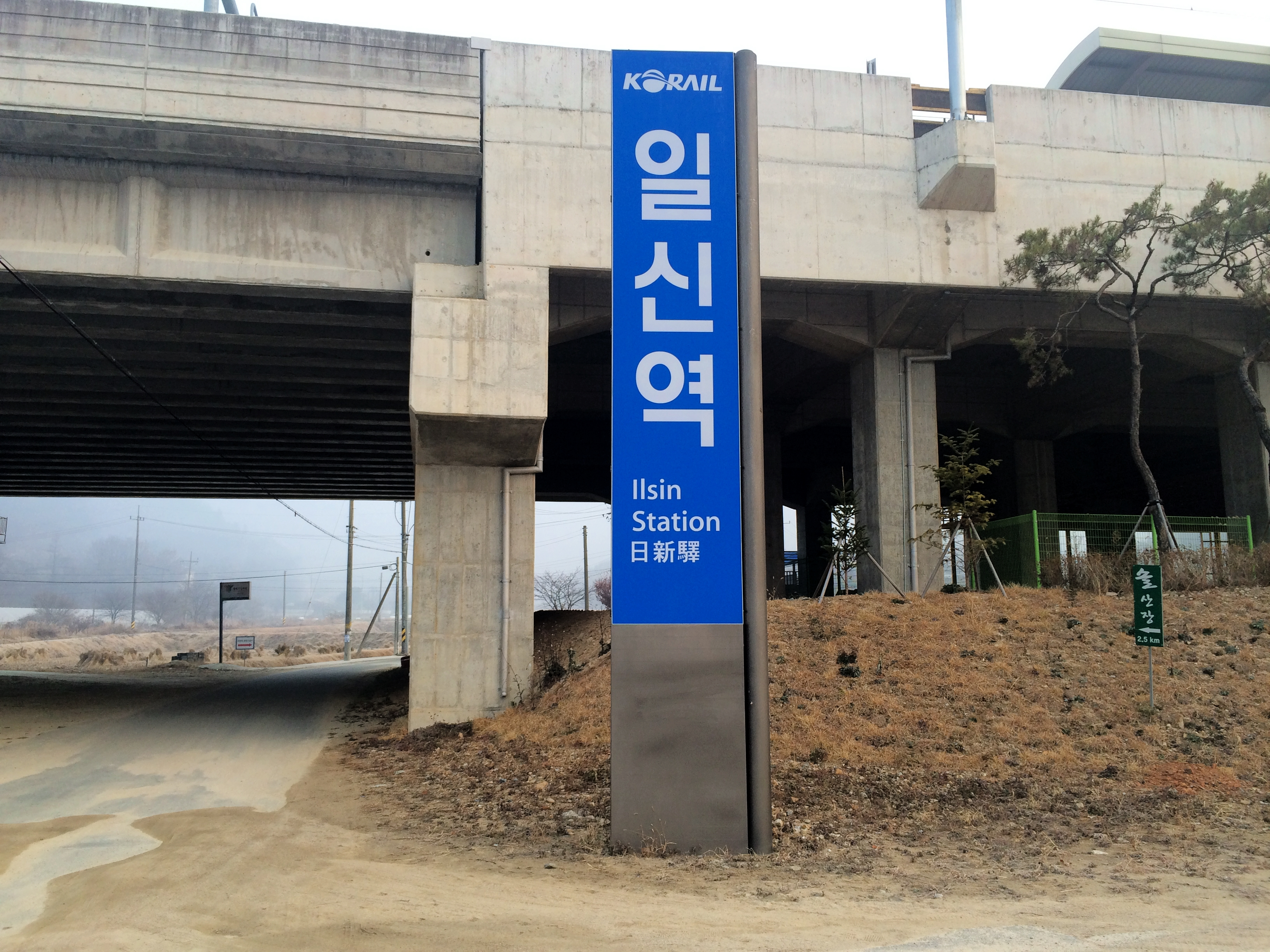
폴사인
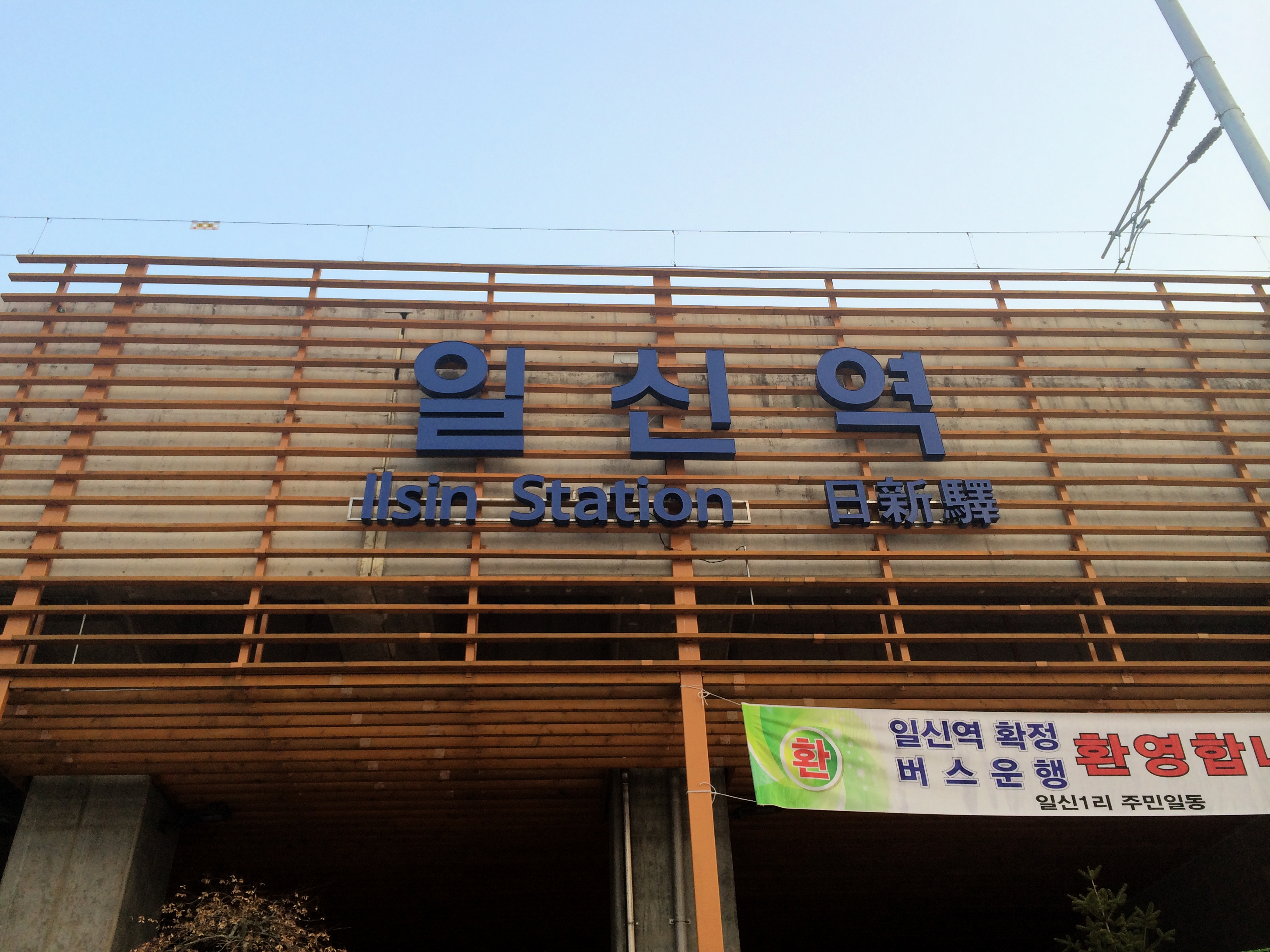
간판
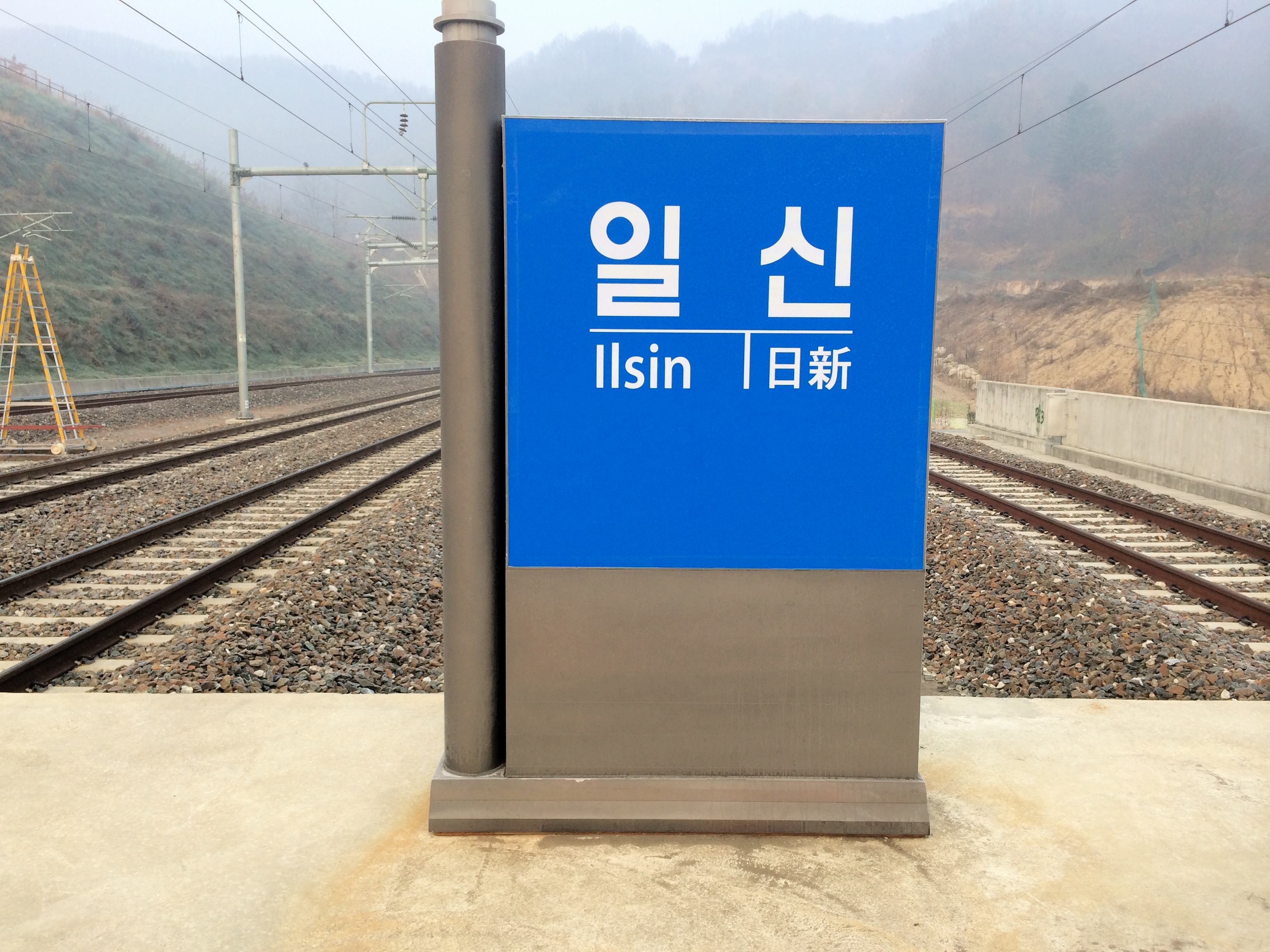
선로 끝 역명판
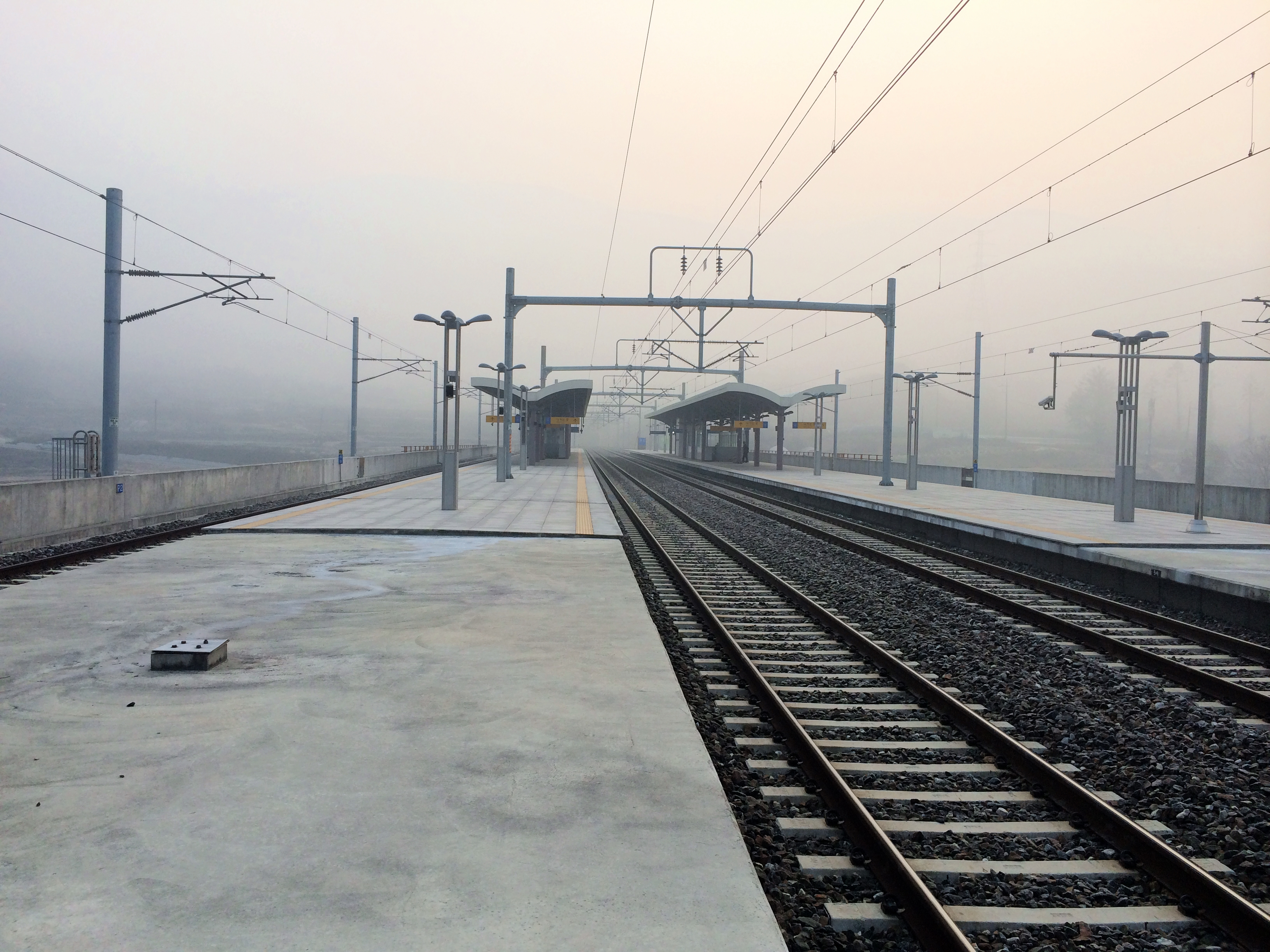
승강장
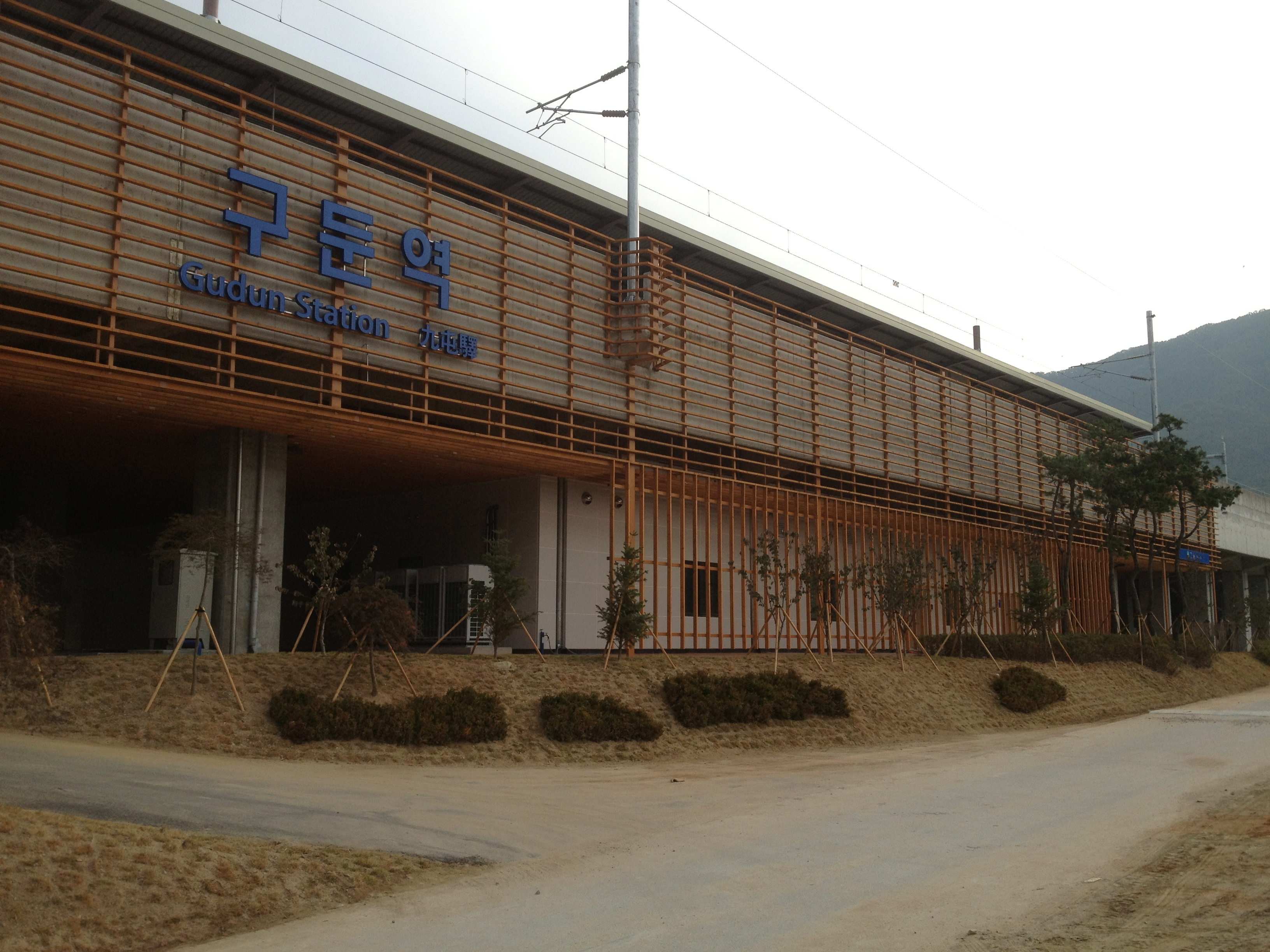
신 구둔역사 남측면 (2013년 현재 역명으로 변경)
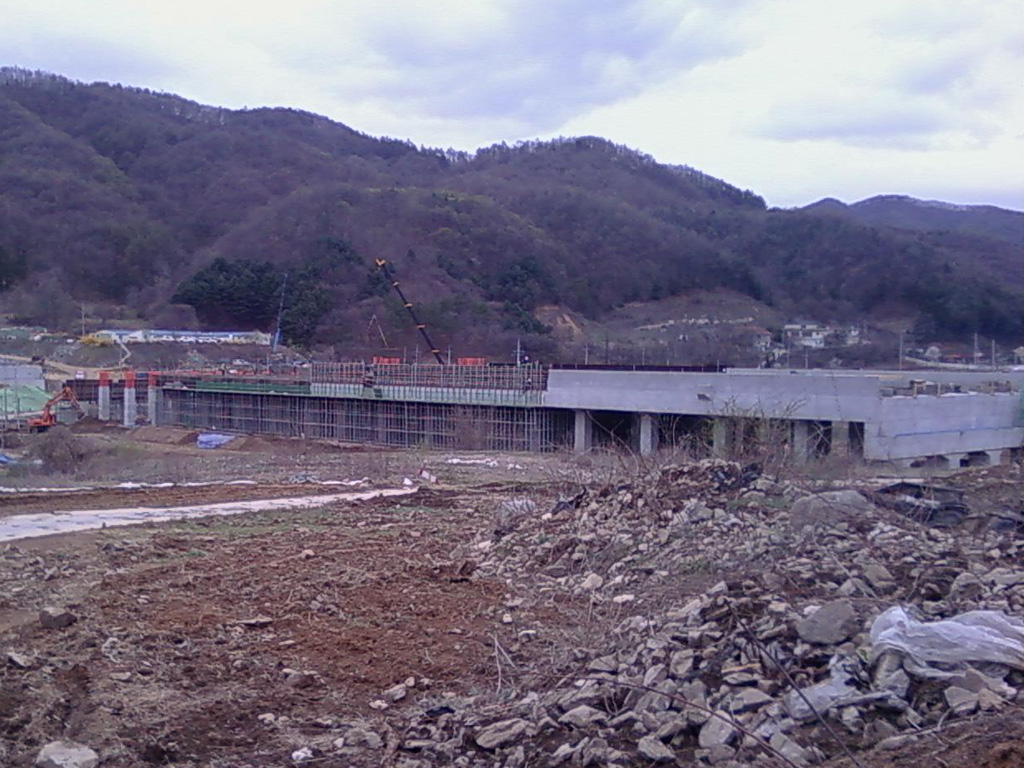
건설 공사중인 신 구둔역사 (2010년 4월 22일)